# Saint-Maclou

Saint-Maclou este o comună în departamentul Eure, Franța. În 1 ianuarie 2022 avea o populație de 667 de locuitori.